# 西山手町
西山手町（にしやまてちょう）は、徳島県徳島市の町名。郵便番号は770-0907。

## 地理
徳島市の東部に位置。西大工町一丁目と寺町の中間に位置する。新町地区に属している。新町橋二丁目に隣接する南部に商店とポルトガルの外交官・ヴェンセスラウ・デ・モラエスの墓所として有名な潮音寺（臨済宗妙心寺派）があり、他は住宅地となっている。

## 歴史
元は徳島市大工町・北山路町の各一部で、北山路町のうち天神社以西。昭和17年より現在の町名となる。昭和50年に一部が新町橋となる。

## 世帯数と人口
2022年（令和4年）9月1日現在の世帯数と人口は以下の通りである。
| 町丁     | 世帯数 | 人口 |
| -------- | ------ | ---- |
| 西山手町 | 5世帯  | 10人 |

## 小・中学校の学区
市立小・中学校に通う場合、学区は以下の通りとなる。
| 番地 | 小学校             | 中学校             |
| ---- | ------------------ | ------------------ |
| 全域 | 徳島市立新町小学校 | 徳島市立富田中学校 |

## 施設
- 潮音寺（モラエス墓所）